# Rypuszkalicy
Rypuszkalicy (ros. Рыпушкалицы) – wieś (dieriewnia) w Rosji, w Karelii, w rejonie ołonieckim. W 2021 liczyła 665 mieszkańców.